# ВЕС Карцино
ВЕС Карсцино — вітрова електростанція у Польщі в Західнопоморському воєводстві.
Майданчик для станції обрали на південь від балтійського порту Колобжег. У 2007-му іспанська компанія Iberdrola розпочала тут будівельні роботи, а власне вітроагрегати змонтували та запустили в експлуатацію кількома чергами протягом 2008—2009 років. Всього на замовлення Iberdrola встановлено 60 вітрових турбін німецької компанії Fuhrländer типу FL MD/77 із одиничною потужністю 1,5 МВт. Діаметр їх ротора 77 метрів, висота конструкції з урахуванням башти — 138,5 метра.
Поряд на замовлення компанії DONG змонтували 17 вітрових турбін данської компанії Vestas типу V90/3000 із одиничною потужністю 3 МВт та діаметром ротору 90 метрів.
В 2013 році польські компанії PGE та Energa викупили ВЕС у Iberdrola та DONG.
Можливо відзначити, що у 2014 році поряд з ВЕС Karscino, на протилежному березі річки, спорудили вітроелектростанцію Барді.